# 1 fille & 4 types
1 fille & 4 types – 21. francuskojęzyczny album Céline Dion wydany 13 października 2003 roku. Jest to pierwsza francuskojęzyczna płyta piosenkarki od pięciu lat.
Do pracy nad krążkiem zaangażowani zostali wybitni przedstawiciele francuskiej piosenki, odpowiedzialni za ogromny sukces Dion na francuskiej scenie muzycznej: Jacques Veneruso, Eric Benzi, gitarzysta Gildas Arzel i twórca największych francuskich przebojów piosenkarki Jean - Jacques Goldman.
Na albumie znajdują się trzy covery - Tu nages w oryginale wykonywany przez Anggun (2000 rok), Retiens-moi Nanette Workman z 1996 roku oraz Rien n'est vraiment fini Leyli Doriane z 2000 roku. Utwór Et je t'aime encore jest francuską wersją znajdującej się na albumie One Heart kompozycji Je t'aime encore.
Z płyty wydano dwa komercyjne single. Na pierwszym ukazał się przebojowy Tout l’or des hommes do którego teledysk nakręcono na pustyni w Nevadzie w Stanach Zjednoczonych. Na drugi singel wybrano napisany przez Jana-Jacques’a Goldmana utwór Et je t'aime encore. Pod koniec marca 2004 wydano także singel promo Contre nature do którego także nakręcono wideoklip. Singel ten trafił jedynie do stacji radiowych i telewizyjnych, nigdy nie ukazał się na CD.

## Wersje albumu
- CD – wersja standardowa
- CD+collector's book (Limited Edition) – płyta CD z 50-stronicowym albumem ze zdjęciami piosenkarki
- CD+DVD (Limited Edition) – płyta CD wraz z DVD na którym umieszczono materiał z powstawania teledysku do utworu Tout l’or des hommes

We wrześniu 2006 roku album został wydany ponownie w 3-płytowym zestawie razem z poprzednimi studyjnymi francuskojęzycznymi płytami piosenkarki D’eux oraz S’il suffisait ’aimer. 11 maja 2007 roku album został także wydany w Szwajcarii oraz we Francji w digipaku.

## Lista utworów
| #   | Tytuł                                            | Autorzy                 | Czas trwania |
| --- | ------------------------------------------------ | ----------------------- | ------------ |
| 1.  | Tout l’or des hommes (All the Men's Gold)        | J. Veneruso             | 2:58         |
| 2.  | Apprends-moi (Teach Me)                          | E. Benzi                | 4:45         |
| 3.  | Le vol d'un ange (The Flight of an Angel)        | J. Veneruso             | 3:39         |
| 4.  | Ne bouge pas (Don't Move)                        | G. Arzel                | 4:25         |
| 5.  | Tu nages (You Swim)                              | E. Benzi                | 3:11         |
| 6.  | Et je t'aime encore (And I Still Love You)       | J.J. Goldman, J. Kapler | 3:26         |
| 7.  | Retiens-moi (Hold Me Back)                       | E. Benzi                | 4:03         |
| 8.  | Je lui dirai (I Will Tell Him)                   | J.J. Goldman            | 3:57         |
| 9.  | Mon homme (My Man)                               | E. Benzi                | 3:20         |
| 10. | Rien n'est vraiment fini (Nothing's Really Over) | J. Veneruso             | 3:50         |
| 11. | Contre nature (Against Nature)                   | J. Veneruso             | 4:10         |
| 12. | Des milliers de baisers (Thousands of Kisses)    | J.J. Goldman            | 3:47         |
| 13. | Valse adieu (ukryta piosenka) (Farewell Waltz)   | J. Kapler               | 1:19         |

## Certyfikaty i sprzedaż
| Kraj              | Certyfikat          | Sprzedaż | Najwyższa pozycja |
| ----------------- | ------------------- | -------- | ----------------- |
| Austria           | -                   | -        | 27                |
| Belgia (Flandria) | -                   | -        | 9                 |
| Belgia (Walonia)  | platynowa płyta     | 50 000   | 1(2)              |
| Europa            | -                   | 900 000  | 9                 |
| Finlandia         | złota płyta         | 20 000   | 9                 |
| Francja           | 2 x platynowa płyta | 727 000  | 1(4)              |
| Holandia          | -                   | -        | 30                |
| Kanada            | -                   | 150 000  | 1(2)              |
| Niemcy            | -                   | -        | 26                |
| Polska            | -                   | 25 000   | 7                 |
| Stany Zjednoczone | -                   | 25 000   | -                 |
| Szwajcaria        | platynowa płyta     | 40 000   | 2                 |
| Szwecja           | -                   | -        | 22                |
| Włochy            | -                   | -        | 52                |